# Толстоклювая кукушка
Толстоклювая кукушка (лат. Pachycoccyx audeberti) — это единственный представитель монотипического рода Pachycoccyx семейства Cuculidae. Её можно легко отличить от других кукушек, гнездовых паразитов, из подсемейства настоящие кукушки (Cuculinae) по толстому клюву, который по пропорциям напоминает клювы хищных птиц.
Видовое латинское название дано в честь немецкого натуралиста Йозефа Петера Одбера (1848—1933).

## Места обитания
Толстоклювая кукушка обитает во влажных (гумидных), субгумидных и галерейных лесах от Гвинеи на северо-западе до Мозамбика на юго-востоке, но при этом она отсутствует обширных территориях в бассейне реки Конго. Раньше она встречалась в тропических лесах на северо-востоке Мадагаскара, но её не отмечали на этом острове уже с 1922 года. В южной части своего ареала толстоклювая кукушка частично перелетная птица и проводит сухой сезон южного полушария в Восточной Африке.

## Поведение
В отношении поведения это типичная кукушка. Она питается волосатыми гусеницами, но также может оказывать значительное предпочтение кузнечикам и богомолам. Толстоклювая кукушка — специализированный гнездовой паразит лесных сорокопутов. Она паразитирует почти исключительно на нескольких видах этого рода — на краснолобом очковом сорокопуте (P. scopifrons) в восточной части ареала и на рыжебрюхом очковом сорокопуте (Prionops caniceps) в Западной Африке. В хорошо изученном случае с красноклювым очковым сорокопутом толстоклювая кукушка вызвала, пожалуй, самое значительное снижение успеха гнездования среди всех гнездовых паразитов, некоторым очковым сорокопутам не удалось выкормить собственных птенцов в течение пяти лет при десяти попытках размножения, со средним процентом заражения от 35 до 55 % гнёзд. Вымершие подвиды Мадагаскара, почти наверняка, паразитировали на вангах, которые родственны очковым сорокопутам. Паразитизм этого вида на очковых соркопутах можно сопоставить с паразитизмом сходной по размерам черной кукушки, которая подбрасывает яйца исключительно в гнёзда кустарниковых сорокопутов.

Виды-хозяева толстоклювой кукушки
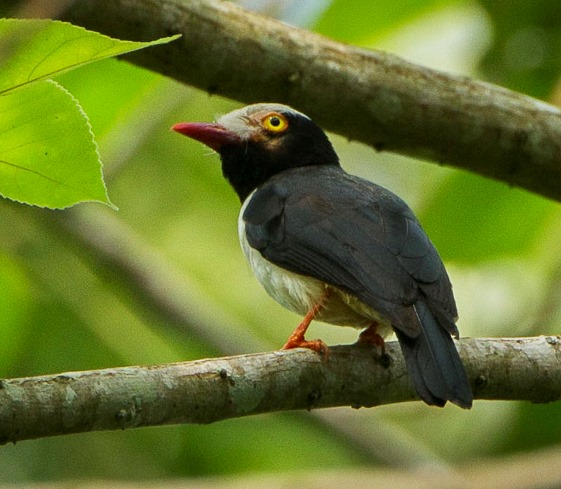
Рыжебрюхий очковый сорокопут (Prionops caniceps)
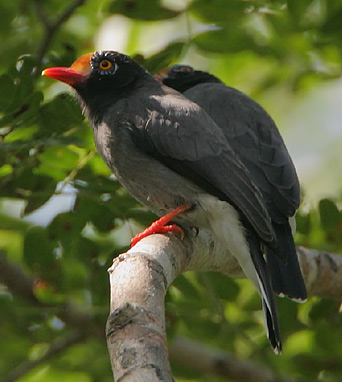
Краснолобый очковый сорокопут (Prionops scopifrons kirki)